# Четыре степени жестокости

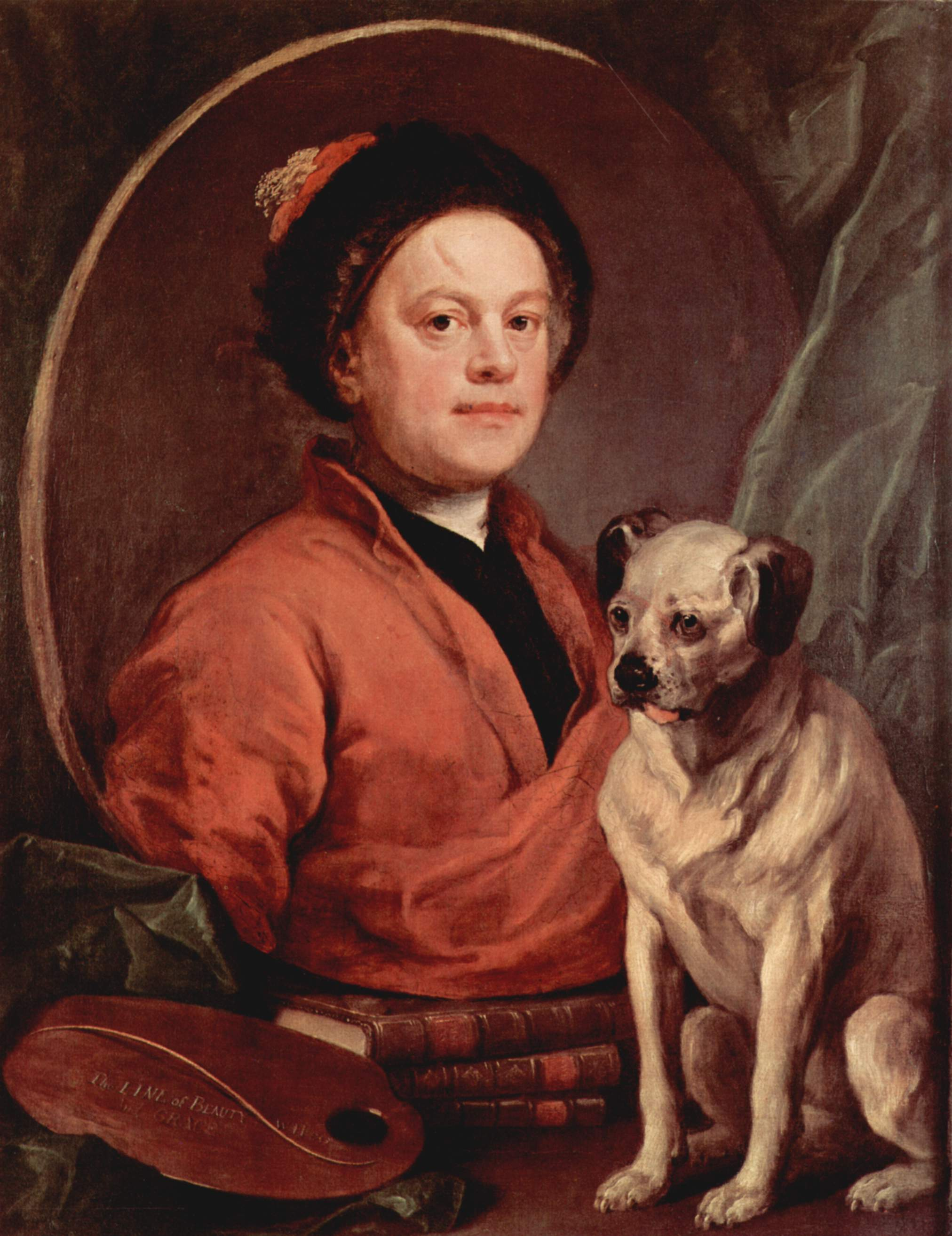
Уильям Хогарт. Автопортрет, 1745

«Четыре степени жестокости» (также «Четыре стадии жестокости», «Четыре сцены жестокости», «Четыре поприща жестокости», «Степени жестокости»; англ. The Four Stages of Cruelty) — серия из четырёх гравюр, опубликованных британским художником Уильямом Хогартом в 1751 году. Каждая из гравюр изображает сцену из жизни вымышленного персонажа Тома Нерона (Tom Nero).
В «Первой стадии жестокости» юный Нерон истязает собаку; во «Второй стадии жестокости», уже будучи взрослым мужчиной, он избивает свою лошадь, а в «Совершенной жестокости» он грабит, совращает и убивает. Наконец, в «Воздаянии жестокости» его тело после казни на виселице отдано хирургам, которые препарируют его в анатомическом театре, — Хогарт предупреждает о неизбежности возмездия для всех, кто встал на путь преступления.
Гравюры задуманы как морализаторское наставление; Хогарт был обеспокоен жестокостью на улицах Лондона, ставшей обыденным делом. Серия печаталась на дешёвой бумаге и предназначалась в первую очередь для низших слоёв населения. Хогарт, желая достигнуть наиболее сильного воздействия на зрителя, в этой серии гравюр, в отличие от других своих произведений, отказался от юмористического смягчения сюжетов. Тем не менее, как и другие его работы, гравюры содержат множество интересных деталей и тонких аллюзий.

## История
Подобно другим гравюрам Хогарта (например, «Пивной улице»), «Четыре стадии жестокости» были выпущены с воспитательной целью. В этой серии гравюр демонстрируется лёгкость, с которой жестокий ребёнок превращается в закоренелого преступника. Хогарт стремился привлечь внимание к варварскому обращению с животными, «сам вид которых на улицах нашей столицы тревожит каждый чувствительный ум» (англ. that barbarous treatment of animals, the very sight of which renders the streets of our metropolis so distressing to every feeling mind). Хогарт любил животных, на автопортрете 1745 года он изобразил себя со своим мопсом, у дома художника в Чизике были устроены могилы его питомцев — собак и птиц.
Художник намеренно отказался от излишней детализации изображения на гравюрах, так как хотел, чтобы они были поняты «людьми низшего класса», которые увидят их на стенах мастерских и таверн. Тонкая проработка и печать хорошего качества сделали бы гравюры слишком дорогими для тех, кому они предназначались в первую очередь. Хогарт считал, что жирная, экспрессивная линия может быть очень выразительна, отмечая, что «большая точность рисунка или тонкая прорисовка были вовсе не так уж необходимы».
Чтобы убедиться, что оттиски будут доступны по цене простому народу, Хогарт сначала заказал выполнение ксилографии резчику по дереву Дж. Беллу (J. Bell). Стоимость работы оказалась такой высокой, что были вырезаны только последние две из четырёх гравюр, а оттиски не продавались. Вместо этого Хогарт сам выполнил гравюры и давал объявления об их публикации (вместе с «Пивной улицей» и «Переулком джина») в London Evening Post в течение трёх дней, с 14 по 16 февраля 1751 года. Гравюры вышли 21 февраля 1751 года; каждая из них сопровождалась поучительным комментарием, написанным преподобным Джеймсом Таунли (James Townley), другом Хогарта. Вместе с более ранними гравюрами, такими как «Усердие и леность», оттиски на «обычной» бумаге продавались по 1 шиллингу за лист (6,70 фунта стерлингов в ценах 2011 года), то есть достаточно дёшево, чтобы простые люди смогли приобрести эти поучительные произведения. Были выпущены и оттиски высокого качества для коллекционеров на «превосходной» бумаге по цене 1 шиллинг 6 пенсов (около 10 фунтов стерлингов на 2011 год).
Оттиски выполненных Беллом третьей и четвёртой гравюр отмечены более ранней датой — 1 января 1750 года. Повторно их отпечатал в 1790 году Джон Бойделл, эти оттиски являются в настоящее время редкостью[a].
После создания серии Хогарт более не обращался к гравюре.

## Гравюры

### Первая стадия жестокости
На первой из гравюр Том Нерон, чьё имя — отсылка к римскому императору или стяжение слов «не герой» (Nero — no hero), с помощью других мальчиков вставляет стрелу собаке в прямую кишку — эта пытка повторяет мучение грешника в «Искушениях святого Антония» Жака Калло. Значок с инициалом на плече его выцветшего и рваного пальто указывает, что он учится в благотворительной школе района Сент-Джайлс. Этот печально известный трущобный район является местом действия многих работ Хогарта, в том числе «Переулка джина» и «Полдня» (из серии «Четыре времени суток»). Добрый мальчик, вероятно, хозяин собаки, предлагает Тому еду и просит его взамен перестать мучить животное. В роли доброго мальчика, вероятно, изображён молодой Георг III. Позднее принцесса Уэльская вместе с Георгом возглавила подписной лист хогартовской серии «Выборы». В отличие от мрачных уродливых хулиганов, хозяин собаки благообразен. Текст, сопровождающий картину (приведён нелитературный перевод):
Пока разные виды шутливой Беды

Измышляет Раса Детей,

И мучение Жертв доходит до крови,

Тиран живёт в Мальчишке.
Смотрите! Юноша с добрым Сердцем

Чтоб избавиться от боли Создания

Возьмите! кричит, Пирог у меня,

Но Слёзы с Пирогом тщетны.
Учитесь на этом честном примере — Вы,

Кого восторгает дикий Спорт,

Как Жестокость отвращает взор,

Пока Жалость ласкает взгляд.
Оригинальный текст (англ.)
While various Scenes of sportive Woe,

The Infant Race employ,

And tortur’d Victims bleeding shew,

The Tyrant in the Boy.
Behold! a Youth of gentler Heart,

To spare the Creature’s pain,

O take, he cries—take all my Tart,

But Tears and Tart are vain.
Learn from this fair Example—You

Whom savage Sports delight,

How Cruelty disgusts the view,

While Pity charms the sight.

Два мальчика вверху справа от Нерона выжигают птице глаза горящим факелом; мальчики в нижней части гравюры закидывают петуха (вероятно, это намёк на вражду с французами, а также указание на то, что действие происходит в традиционный для таких забав с петухами день, в Жирный вторник). Ещё один персонаж привязывает к хвосту собаки кость так, чтобы она не могла её достать; пара дерущихся кошек подвешена за хвосты, группа мальчиков дразнит их. В нижнем левом углу на кошку натравили собаку, а на дальнем плане картины ещё одну кошку с привязанными к ней пузырями выбрасывают из окна верхнего этажа. Имя Тома Нерона написано под изображением повешенного (его рисует мелом один из мальчиков) — это предсказание участи главного персонажа. Отсутствие приходских смотрителей, которые должны следить за детьми, — упрёк со стороны Хогарта. Художник был согласен с Генри Филдингом в том, что одной из причин роста преступности являлся плохой надзор за бедняками: смотрители слишком часто были заинтересованы в своей должности только из-за социального статуса и денег, которые та могла принести.
Под текстом указывается авторство: «Создано У. Хогартом, опубликовано в согласии с Парламентским актом. 1 февраля 1751 года» (Designed by W. Hogarth, Published according to Act of Parliament. Feb. 1. 1751). Этот акт — «Закон об авторских правах гравюр» 1734 года. Многие из ранних работ Хогарта печатались в больших количествах без его контроля или выплаты авторских вознаграждений, поэтому он ради соблюдения своих интересов призвал друзей из парламента Великобритании принять закон о защите прав гравёров. Хогарт был столь настойчив в проведении закона через парламент, что тот стал известен как «Закон Хогарта» (Hogarth Act).

### Вторая стадия жестокости

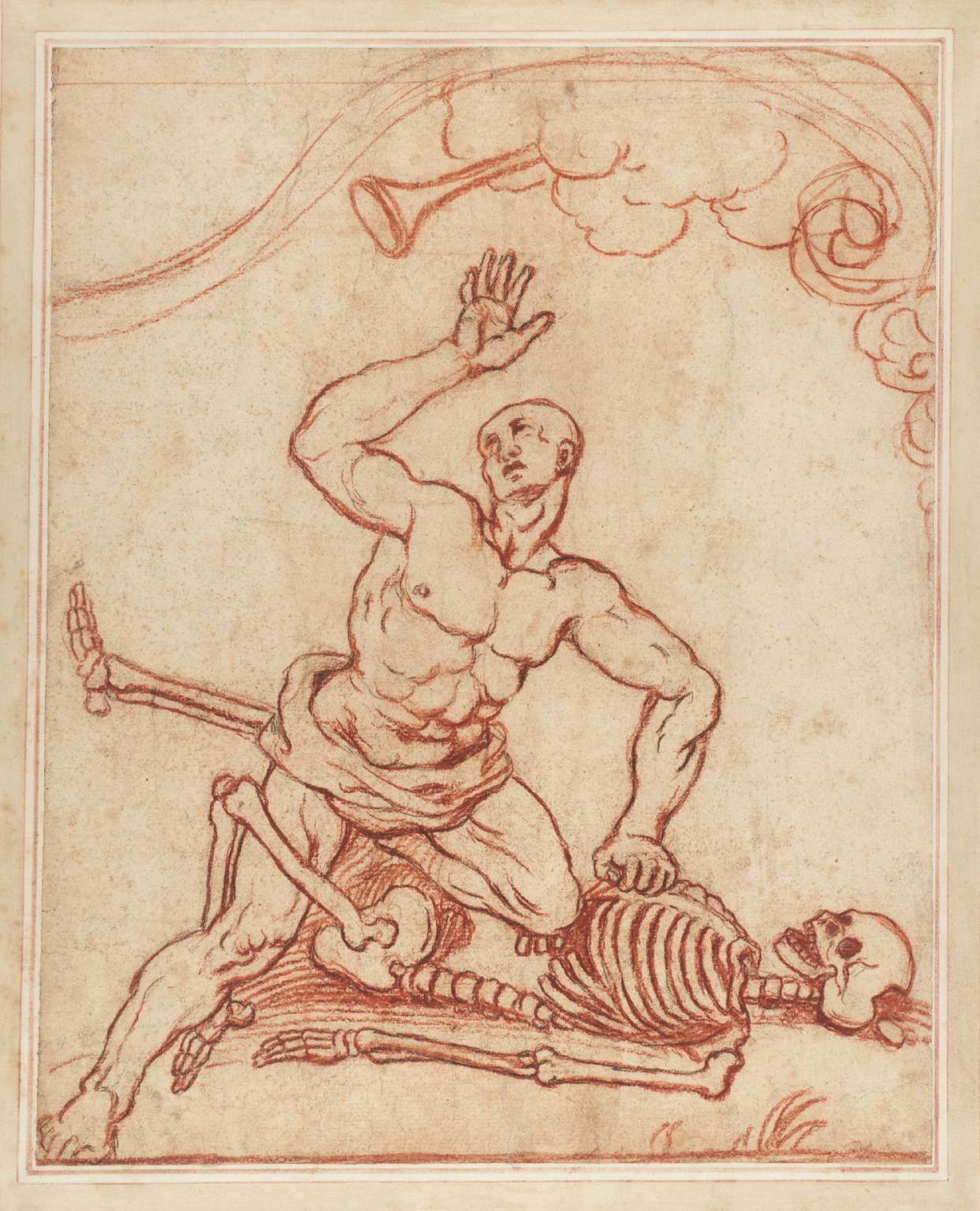
Джордж Тейлор торжествует над смертью

На второй гравюре — сцена у Тави Инн Гейт (это название иногда с иронией пишут как Thieves Inn Gate, «ворота у воровского притона»), одной из гостиниц канцелярии, где останавливались члены ассоциации юристов Лондона. Том Нерон вырос и стал наёмным кучером. Его лошадь, измученная годами тяжёлой работы и жестоким обращением, упала, сломала ногу и разбила повозку. Том избил лошадь столь сильно, что выбил ей глаз. Хогарт изображает четырёх тучных адвокатов, пытающихся выкарабкаться из повозки. Вероятно, это карикатуры на известных в то время юристов, однако идентифицировать их не представляется возможным. Здесь же можно наблюдать, как пастух до смерти забивает ягнёнка, перегруженного осла бьют по крупу, а разъярённый бык подбрасывает одного из своих мучителей. Некоторые эпизоды описаны в сопроводительном тексте (приведён нелитературный перевод):
Усталый славный Старый Россинант

Без сил под ношей распростёрт.

Как горько видеть гнев Хозяина его,

Когда сама Природа Сил уж не даёт.
Ягнёнок нежный загнан и ослаб,

Отброшен из отары наземь он.

Выблеивает он невинную мольбу,

И смерть касается его крылом.
Бесчеловечный Негодяй! скажи, откуда происходит

Трусливая Жестокость эта?

Что Интересного проистекает из этих варварских деяний?

Что за Радость от Страданий?
Оригинальный текст (англ.)
The generous Steed in hoary Age,

Subdu’d by Labour lies;

And mourns a cruel Master’s rage,

While Nature Strength denies.
The tender Lamb o’er drove and faint,

Amidst expiring Throws;

Bleats forth it’s innocent complaint

And dies beneath the Blows.
Inhuman Wretch! say whence proceeds

This coward Cruelty?

What Int’rest springs from barb’rous deeds?

What Joy from Misery?

Жестокость к животным сменяется жестокостью к людям; возчик спит, не замечая, что из его бочки выливается на мостовую пиво, а его подвода давит играющего мальчика. Плакаты на заднем плане рекламируют петушиные бои и бокс, что ещё более подчёркивает атмосферу безысходности. Согласно надписи на одном из плакатов, боксёрский поединок должен состояться в амфитеатре Бротон, месте, известном грубостью развлечений. Его основал «отец кулачного боя», Джек Бротон. По правилам того времени участники боёв дрались с привязанной к полу левой ногой. Победителем признавался тот, чьи раны признавались менее серьёзными. На плакате видны имена участников боксёрских поединков — Джеймс Филд, повешенный за две недели до выпуска гравюр (он фигурирует в финальной картине серии), и Джордж «Брадобрей» Тейлор. Последний, бывший чемпион Англии, потерпел поражение от Бротона и вышел на пенсию в 1750 году. После смерти Тейлора в 1757 году Хогарт сделал ряд рисунков, изображавших его борьбу со смертью — вероятно, для надгробия[b].
Так же как и в первой гравюре, лишь одного человека трогает вид мучений животного. Слева от Нерона изображён прохожий, записывающий номер извозчика, чтобы сообщить о его поведении.

### Совершенная жестокость

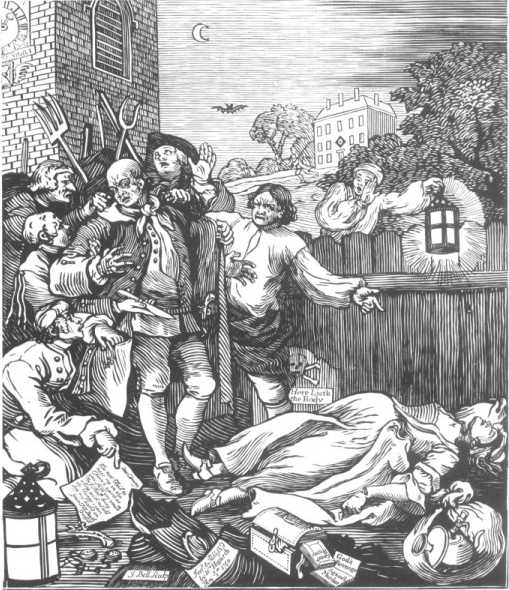
Оттиск Белла

Ко времени третьей сцены Том Нерон прошёл путь от жестокого обращения с животными до кражи и убийства. Он подбил свою беременную любовницу Энн Гилл (Ann Gill) ограбить её хозяйку и бежать. Встретив Энн, Нерон убивает её с особой жестокостью: запястье и указательный палец жертвы почти оторваны, шея глубоко разрезана. Её сундучок[c] и украденные ею товары валяются рядом с девушкой на земле. На книге, которая вместе с молитвенником выпала из сундучка, написано «Бог мстит за убийство», почти оторванный палец Энн указывает на эти слова. Женщина, обыскивающая карманы Нерона, обнаруживает пистолеты и множество карманных часов — свидетельство того, что он превратился в разбойника (как Том Идл в «Усердии и лености»), и письмо от Энн, которое гласит:
Дорогой Томми,
Моя хозяйка была для меня лучшей из женщин, и моя совесть часто ударяет мне в лицо, когда я думаю о том, что обманула её; и всё же я решила довериться телом и душой, чтобы сделать всё так, как вы хотели того от меня, так что не пропустите же встречу со мной, о которой вы говорили, так как я принесу с собой все вещи, которые только смогу захватить. Пока всё; но я остаюсь ваша до самой смерти.
 Энн Гилл.
Оригинальный текст (англ.)Dear Tommy
My mistress has been the best of women to me, and my conscience flies in my face as often as I think of wronging her; yet I am resolved to venture body and soul to do as you would have me, so do not fail to meet me as you said you would, for I will bring along with me all the things I can lay my hands on. So no more at present; but I remain yours till death.
 Ann Gill.
Правописание совершенно, что для девушки того времени и из такой среды, пожалуй, нереально, но Хогарт намеренно избегает всего, что могло бы показаться в сцене смешным. Письмо адресовано «To Thos Nero at Pinne…». Рональд Полсон видит параллели между забитым до смерти ягнёнком во второй из гравюр и беззащитной девушкой, убитой здесь. Под сценой расположен текст, согласно которому Нерон если не раскаивается, то, во всяком случае, поражён своими действиями (приведён нелитературный перевод):
За беззаконной любовью, что однажды предана,

Вскоре следуют Преступление за Преступлением:

Соблазнился вскоре Кражей, и Дева

Своим Обманом кровоточит.
Так знай, Соблазнитель! даже Ночь,

При всей собольей черноте Облаков,

Не может скрыть Дело из виду;

О злодейском Убийстве кричит.
Зияют Раны, окровавлена сталь,

И в шоке его Душа трепещет:

Но Ох! те Угрызенья, что должна чувствовать его Грудь,

Когда Смерть познал его Нож.
Оригинальный текст (англ.)To lawless Love when once betray’d.

Soon Crime to Crime succeeds:

At length beguil’d to Theft, the Maid

By her Beguiler bleeds.
Yet learn, seducing Man! nor Night,

With all its sable Cloud,

can screen the guilty Deed from sight;

Foul Murder cries aloud.
The gaping Wounds and bloodstain’d steel,

Now shock his trembling Soul:

But Oh! what Pangs his Breast must feel,

When Death his Knell shall toll.
Различные детали гравюры призваны усилить мрачную атмосферу: убийство произошло на кладбище, возможно, в Сент-Панкрасе, или, по предположению Джона Айрленда — в Марилебоне; пролетают сова и летучая мышь; луна освещает место преступления; часы бьют колдовской час. Построение композиции сходно с «Арестом Христа» Антониса Ван Дейка. Среди тех, кто окружает Тома, вновь находится одинокий добрый самарянин: с выражением жалости на лице он обращается к небесам.
На гравюре Белла Том показан со свободными руками. Имеются отличия в тексте письма; некоторые предметы, например, фонарь и книга, бо́льшего размера и изображены гораздо проще; кусты не подстрижены, отсутствует персонаж слева от Тома.

### Воздаяние жестокости
Осуждённого Нерона, признанного виновным в убийстве, повесили, а его тело подвергли позорному процессу публичного рассечения. Согласно принятому через год после выхода гравюр «Закону об убийцах» (1752), органы преступника могли предоставляться хирургам для изучения. Считалось, что это обстоятельство вместе с отказом в захоронении будет дополнительным сдерживающим фактором. В то время, когда Хогарт работал над серией гравюр, передача органов убийц не была закреплена законодательно, однако хирурги иногда получали тела для исследований.
Тома Нерона можно узнать по татуировке на руке. Верёвка, которая всё ещё висит на шее, указывает на способ казни. Прозекторы, чьи сердца закалены долгими годами работы с трупами, столь же равнодушны к Нерону, сколь он был равнодушен к своим жертвам. У Нерона вынимают глаз, что в гравюре является напоминанием о том, что лошадь лишилась глаза по его вине, а собака ест его сердце — это возмездие за жестокость, которую он проявлял ещё мальчиком. Лицо Нерона искажено от боли. Эту неправдоподобную деталь Хогарт добавил, чтобы произвести впечатление на зрителя. Палец Тома согнут так же, как палец Энни в предыдущей сцене; он указывает на варящиеся кости — такая судьба уготована и телу Нерона.
Пока хирурги работают с телом под надзором учёного в квадратной академической шапочке, врачи, которых можно узнать по парикам и тростям, не обращая внимания на процесс, оживлённо беседуют друг с другом. Мужчина, восседающий в кресле в центре картины, — Джон Фреке, бывший в то время президентом Английского королевского хирургического колледжа[d]. Известно, что в 1749 году Фреке выступал против вскрытия тела осуждённого заговорщика Босаверна Пенлеза.
Если не считать чрезмерно увлечённого процесса рассечения тела и кипящих in situ костей, картина передаёт действительный ход подобной процедуры.
Слева и справа на дальнем плане стоят два скелета. Надписи над ними указывают, что один из них — скелет Джеймса Филда, боксёра, имя которого можно видеть на второй гравюре серии, а другой — скелет Маклейна, печально известного разбойника. Оба они были повешены незадолго до публикации отпечатков (Маклейн — в 1750 году, а Филд — в 1751). Скелеты будто бы указывают друг на друга. Надпись над скелетом Филда, находящимся слева, в последнюю минуту могла быть изменена на «GENTL HARRY» (Молодой джентльмен Гарри), прозвище Генри Симмса. Он был осуждён за разбой и казнён в 1747 году. Мотив одинокого доброго человека сохраняется и в этой, последней, гравюре — один из учёных указывает на скелет Джеймса Филда: это неизбежный конец того, кто встанет на путь жестокости.

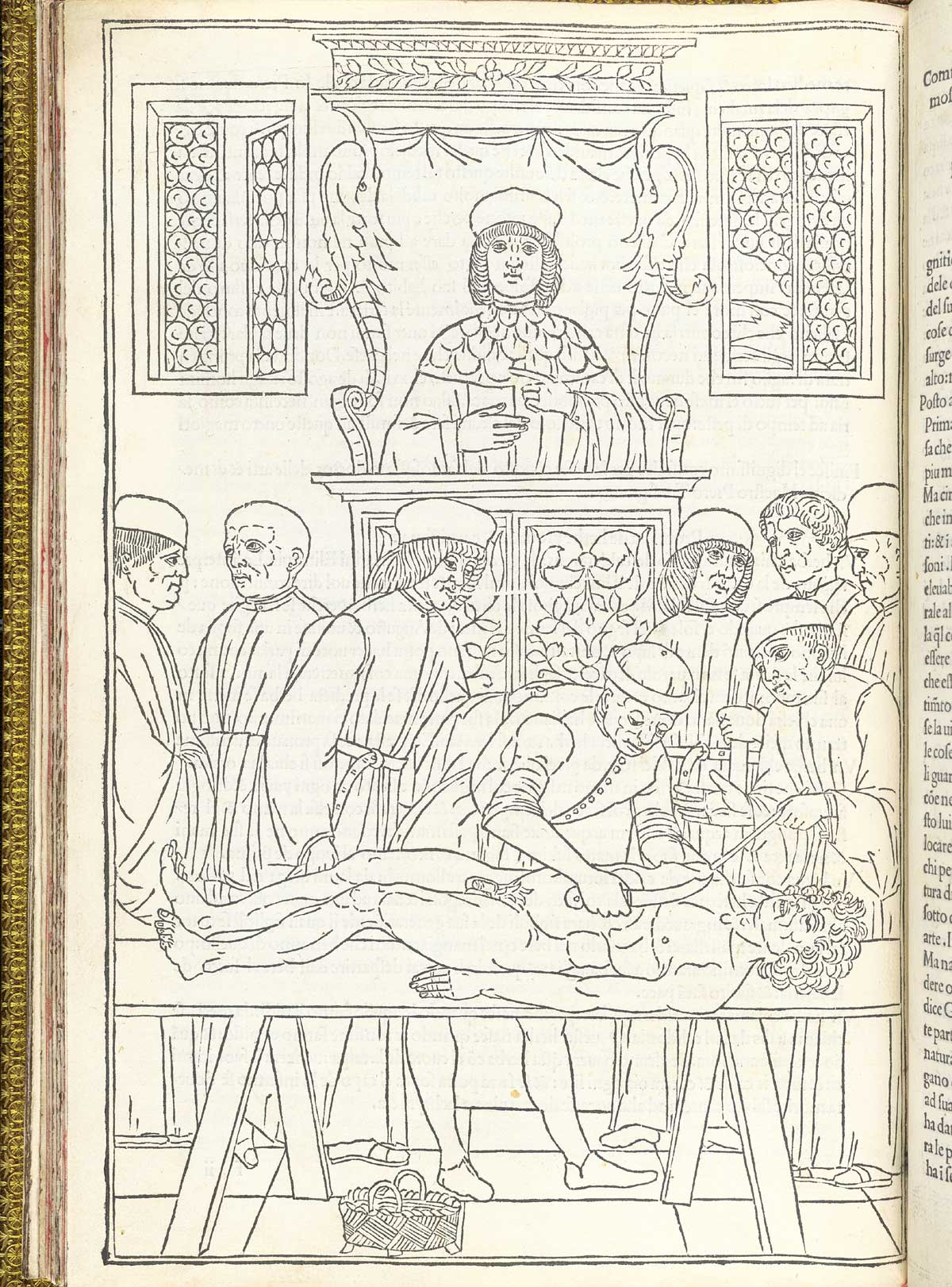
Композиция четвёртой гравюры серии схожа с композицией этой гравюры на дереве (1495)

Композиция сцены — пастиш по мотивам иллюстрации с фронтисписа учебника Андреаса Везалия «О строении человеческого тела» и, возможно, Quack Physicians' Hall (около 1730 года) голландского художника Эгберта ван Хеемскерка, жившего в Англии. Работами последнего восхищался Хогарт. Возможно, источником вдохновения могла быть гравюра 1495 года Fasciculus Medicinae Йоханнеса де Кетхама, которая проще по композиции, но имеет сходство с гравюрой Хогарта.
Под отпечатком расположены следующие слова:
Вот тяжкая кончина Подлеца!

Сама Смерть не может закончиться.

Он не находит мирного Погребения,

Его бездыханный Труп, нет, друг.
Вырван с Корнем тот злой Язык,

Что каждый день ругался да чертыхался!

Выдавлены из Глазниц те Глазные яблоки,

Что светились беззаконной похотью!
Его Сердце изучают чужие глаза,

Для Жалости нет жалоб;

И ужас! Из его костей воздвигнут

Памятник его Позора.
Оригинальный текст (англ.)
Behold the Villain’s dire disgrace!

Not Death itself can end.

He finds no peaceful Burial-Place,

His breathless Corse, no friend.
Torn from the Root, that wicked Tongue,

Which daily swore and curst!

Those Eyeballs from their Sockets wrung,

That glow’d with lawless Lust!
His Heart expos’d to prying Eyes,

To Pity has no claim;

But, dreadful! from his Bones shall rise,

His Monument of Shame.

## Критика
Хогарт был очень доволен результатом. European Magazine сообщал, что он сказал торговцу из Корнхилла (мистеру Сивиллу, Sewell):
Нет такой части моей работы, которой я гордился бы и из-за которой чувствовал бы такое же счастье, как из-за серии «Четыре стадии жестокости», потому что я верю, что её выход сдержит дьявольский дух варварства по отношению к простой скотине, который, к моему сожалению, когда-то был так распространён в этой стране.
Оригинальный текст (англ.)…there is no part of my works of which I am so proud, and in which I now feel so happy, as in the series of The Four Stages of Cruelty because I believe the publication of theme has checked the diabolical spirit of barbarity to the brute creation which, I am sorry to say, was once so prevalent in this country.
European Magazine, июнь 1801 года
В своей незавершённой работе Apology for Painters Хогарт отмечал:
Я предпочёл бы, если бы жестокость могла быть остановлена четырьмя гравюрами, быть создателем их, нежели картонов [Рафаэля], разве что я жил бы в римско-католической стране.
Оригинальный текст (англ.)I had rather, if cruelty has been prevented by the four prints, be the maker of them than the [Raphael] cartoons, unless I lived in a Roman Catholic country.
По мнению Михаила Германа, эти слова — самоутешение, так как особого успеха на «рафаэлевском» пути Хогарт не имел.
В своей книге «Шекспир и его времена» (1817 год) Натан Дрейк объясняет включение сцены закидывания петухов в первую гравюру желанием художника изменить отношение публики к этой забаве, обычной в те времена, и побудить чиновников принять более жёсткую позицию в отношении её любителей. Большая часть критиков приняла серию прохладно. Чарлз Лэм считал серию карикатурной, недостойной быть принятой в ряд работ Хогарта и претендующей лишь на звание произведения со «своенравным юмором», обычно художнику не свойственным. Искусствовед Аллан Каннингем резко отозвался о серии:
Я хотел бы, чтобы она никогда не была нарисована. Конечно, есть большое мастерство в композиции и глубокое знание характеров; но весь результат груб, жесток и отвратителен. Дикий мальчик превращается в дикаря, и его карьеру в жестокости и бесчинствах венчает омерзительное убийство, за которое он оказывается повешен и вскрыт.
Оригинальный текст (англ.)I wish it had never been painted. There is indeed great skill in the grouping, and profound knowledge of character; but the whole effect is gross, brutal and revolting. A savage boy grows into a savage man, and concludes a career of cruelty and outrage by an atrocious murder, for which he is hanged and dissected.
По мнению Дженни Аглоу, фигура мальчика с картины Джозефа Райта «Эксперимент с птицей в воздушном насосе» перекликается с фигурой с последней из гравюр «Четырёх стадий жестокости» (мальчик, указывающий на скелет слева).
Рассечение убийц прекратилось с принятием Закона об анатомии 1832 года, большинство пыток животных было запрещено Законом о жестокости к животным 1835 года. С середины XIX века «Четыре стадии жестокости» рассматривались как изображение эпизодов из прошлого, хотя и имеющее на зрителя достаточно сильное эмоциональное воздействие, что присуще и для современной публики.